# Carrossel Animado
Carrossel Animado foi um programa de televisão infantil que estreou no SBT em 2 de julho de 2007. A princípio substituiu o extinto A Hora Warner recebendo as mesmas características do Bom Dia & Companhia, porém voltado para um público mais infantil. Apesar de períodos de regresso, atualmente está fora do ar.
Começou sendo apresentado por Priscilla Alcântara e Yudi Tamashiro, de 2 de julho de 2007 até 12 de maio de 2008, quando passou a ser apresentado por Rebeka Angel que liderou o programa sozinha, de 13 de maio de 2008 até 20 de maio de 2010. Após a saída da garota voltou a ser comandado por Priscilla e Yudi e também por Maisa Silva entre 21 de maio de 2010 até 29 de abril de  2011. De 2 de maio de 2011 até 26 de abril de 2013, passou a ser apresentado pelos palhaços Patati Patatá e foi reformulado por completo se adequando aos dois apresentadores com personagens, histórias e fantoches. De 29 de abril de 2013 até 7 de junho de 2013, após a fase do Patati Patatá o programa exibiu desenhos sem presença de apresentador. No dia 10 de junho de 2013 , o programa foi substituído pelo Notícias da Manhã, por causa de baixos índices de audiência. 
No dia 13 de abril de 2015, substituiu o Notícias da Manhã, ainda sem apresentadores e com uma duração maior, das 7h00 as 9h00. Em 31 de agosto de 2015, passa a ser apresentado por Matheus Ueta e Ana Júlia, que deixaram o Bom Dia & Companhia nas mãos de Silvia Abravanel. No mesmo dia ocorreu a estreia do bloco Mundo Disney, uma faixa de séries e desenhos dos canais Disney.
O programa sai do ar novamente no dia 25 de março de 2016 também por baixos índices de audiência, e foi substituído pelo telejornal Primeiro Impacto. 
O programa ficou conhecido por transmitir animações mais infantis que o Bom Dia & Cia. durante sua época de transmissão, na maioria das vezes sendo séries com versões infantilizadas de clássicos como Baby Looney Tunes, Os Flintstones Kids, Tom & Jerry Kids e O Pequeno Scooby-Doo.

## Exibição

### 2007–2011
Carrossel Animado estreou no dia 2 de julho de 2007, apresentado por Priscilla Alcântara e Yudi Tamashiro, e usando o mesmo cenário do Bom Dia & Cia. Ele tinha um logotipo colorido, e exibia desenhos para um público menor do que pertencia ao público do Bom Dia & Companhia , conquistando audiência e prestigio do público, muitas vezes, inclusive, conseguindo superar seus programas rivais de outras emissoras como o Hoje em Dia da Rede Record e o TV Xuxa da Rede Globo. Ele geralmente marcava 7 pontos de média e 8 de pico. Mais tarde, o SBT contratou Rebeka Angel, uma menina que apresentava um programa local em São Paulo. O programa também conseguia facilmente durante sua fase áurea, empatar com o Mais Você da Rede Globo, se tornando um destaque em questão de audiência, e incomodando as emissoras rivais.

### 2011–2013
A partir do dia 2 de maio de 2011, o programa começou a ser apresentado pela dupla de palhaços Patati Patatá, com um cenário repaginado, desta vez, diferente do Bom Dia & Cia, para ser mais similar aos dois palhaços. Com a presença dos palhaços, o programa começou a se chamar Carrossel Animado com Patatí e Patatá, e conseguiu uma audiência superior a alcançada no mês anterior, quando os palhaços ainda não comandavam a atração. A audiência havia aumentado em 39% com a estreia deles, e era o programa favorito das crianças entre 4 e 11 anos, com mais de 160% da audiência que a Rede Globo na faixa etária.
No dia 25 de fevereiro de 2013 estreou o novo cenário do Carrossel Animado, com a Vila Patati Patatá. No entanto, mesmo com as novidades, o programa não foi bem na audiência, conseguindo somente 2 pontos, e ficando em terceiro lugar no horário matinal. Devido a seus baixos índices de audiência, Silvio Santos decidiu que eles teriam que dividir os lucros do programa, se não, perderiam o contrato com a emissora paulista. Como não houve um acordo, no dia da gravação do Troféu Imprensa, o próprio Silvio Santos chegou a demitir os dois palhaços e decretou que o programa não seria mais exibido. A partir do dia 30 de abril de 2013, o horário do programa foi ocupado por desenhos animados.
Em 1 de maio, o SBT emitiu um comunicado a imprensa garantindo a presença dos dois palhaços na emissora mas na apresentação dos programas Bom Dia e Cia e Sábado Animado em rodízio com Matheus Ueta, Ana Zimerman, Maísa Silva, Jean Paulo Campos, Bozo e Vovó Mafalda (esses dois últimos anunciados pela diretora do núcleo infantil Silvia Abravanel em seu perfil no Twitter).
O horário do programa foi substituído em 11 de junho de 2013 por causa da estréia do Notícias da Manhã (telejornal brasileiro) .
Esta foi a única fase em que o programa contou com estreia de desenhos próprios como Peixonauta e Thomas & Seus Amigos, desde que nas outras o programa transmitia apenas reprises de desenhos já apresentados anteriormente no Bom Dia & Cia. e Sábado Animado.

### 2015–2017
Em 13 de março de 2015 o SBT decidiu reforçar a programação infantil com aquisições de novas animações, a princípio criando o programa Desenhos Pré-Escola, que não durou muito. No dia 10 de abril de 2015 foi anunciado o retorno do programa na emissora a partir do dia 13 de abril das 07h às 09h00 da manhã, no lugar do Notícias da Manhã. Ao contrário das fases anteriores, não voltou a ter apresentadores. Em 31 de agosto de 2015, o programa volta a ter apresentação, dessa vez de Matheus Ueta e Ana Júlia Souza que até agosto apresentavam o Bom Dia & Companhia.Em 17 de dezembro de 2015 o programa perdeu uma hora para o SBT Manhã. O programa sai do ar novamente no dia 25 de março de 2016 por conta do novo telejornal Primeiro Impacto.

### Retornos posteriores
Depois de três semanas fora do ar, o programa volta a grade do SBT novamente, o programa voltou a ser exibido das 07h até as 08h30 com a redução do jornal Primeiro Impacto, com o resultado o programa voltou a focar somente nos desenhos e tirou novamente a apresentação do programa. No dia 28 de abril de 2016 o infantil perdeu 15 minutos, porém durou só dois dias e o programa ganhou novamente mais 15 minutos. Em 25 de agosto de 2016 o programa novamente volta a perder 1 hora de exibição para a reprise do programa Fofocando, com o resultado o infantil volta a ter somente 30 minutos permanente.O programa sai do ar novamente no dia 18 de novembro de 2016 sendo substituído por mais de 30 minutos do Primeiro Impacto.
5 meses depois de ter deixado a grade, o programa retornou em 23 de março de 2017, por conta da transferência do jornal Primeiro Impacto para o horário das 12h e pela compensação da perda de 1h45 do Bom Dia & Cia. As mudanças, que iriam ocorrer somente em 27 de março, foram antecipadas por decisão de Silvio Santos. No entanto, a programação do SBT foi alterada novamente no fim do mesmo dia e o Carrossel Animado foi cancelado a partir da grade do dia seguinte, Primeiro Impacto voltou para as manhãs e
no lugar do telejornal voltou ao ar o Clube do Chaves. Com a volta do Clube do Chaves, Bom Dia & Cia voltou a 1h45 de duração.

## Apresentadores
| Ano                  | Apresentador                         |
| -------------------- | ------------------------------------ |
| 2015–2016            | Ana Júlia Souza e Matheus Ueta       |
| 2011–2013            | Patati Patatá                        |
| 2010–2011            | Maisa Silva                          |
| 2008–2010            | Rebeka Angel                         |
| 2007–2008, 2010–2011 | Priscilla Alcântara e Yudi Tamashiro |

| Apresentador(a)     | Ano             | Ano             | Ano             | Ano             | Ano             | Ano             | Ano             | Ano             | Ano             | Ano             |
| Apresentador(a)     | 2007            | 2008            | 2009            | 2010            | 2011            | 2012            | 2013            | 2014            | 2015            | 2016            |
| ------------------- | --------------- | --------------- | --------------- | --------------- | --------------- | --------------- | --------------- | --------------- | --------------- | --------------- |
| Priscilla Alcântara | Apresentadora   | Apresentadora   | Does not appear | Apresentadora   | Apresentadora   | Does not appear | Does not appear | Does not appear | Does not appear | Does not appear |
| Yudi Tamashiro      | Apresentador    | Apresentador    | Does not appear | Apresentador    | Apresentador    | Does not appear | Does not appear | Does not appear | Does not appear | Does not appear |
| Rebeka Angel        | Does not appear | Apresentadora   | Apresentadora   | Does not appear | Does not appear | Does not appear | Does not appear | Does not appear | Does not appear | Does not appear |
| Maisa Silva         | Does not appear | Does not appear | Does not appear | Apresentadora   | Apresentadora   | Does not appear | Does not appear | Does not appear | Does not appear | Does not appear |
| Patati Patatá       | Does not appear | Does not appear | Does not appear | Does not appear | Apresentadores  | Apresentadores  | Apresentadores  | Apresentadores  | Does not appear | Does not appear |
| Ana Júlia Souza     | Does not appear | Does not appear | Does not appear | Does not appear | Does not appear | Does not appear | Does not appear | Does not appear | Apresentadora   | Apresentadora   |
| Matheus Ueta        | Does not appear | Does not appear | Does not appear | Does not appear | Does not appear | Does not appear | Does not appear | Does not appear | Apresentador    | Apresentador    |

## Personagens da fase Patati Patatá
- Tony Tonelada - Um palhaço baixinho e de cabelo colorido que tem habilidade se equilibrando numa bola. Normalmente aparecia como o melhor amigo de Manutenção demonstra ser muito mais esperto que ele, muitas vezes se saindo bem, além de frequentemente ser alvo de piadinhas devido ao seu tamanho. Alguma vezes aparecia fantasiado como um cachorro chamado Toby. Ele foi o único personagem a retornar posteriormente no retorno de Patati Patatá ao SBT pelo Bom Dia & Cia em 2025.
- Manutenção - Um palhaço desastrado e desajeitado de óculos, cabelo laranja e macacão que trabalha na manutenção do programa. Normalmente aparecia fazendo dupla com Tony Tonelada que era seu melhor amigo, tendendo a ser o mais bobo dos dois e se dando mal na maioria das vezes. Nas suas primeiras aparições na maioria das vezes aparecia no meio do programa tendo uma piada recorrente onde sempre que ouvia dos dois palhaços que estava aparecendo no programa Ao Vivo ele respondia dizendo "Tô Morto" e saindo correndo desesperado.
- Professor Jean Jibrê - É o professor de Patati, Patatá, Tony e Manutenção. Fala com um sotaque francês e vive se irritando com as piadinhas de seus alunos durante suas aulas, num formato similar a Escolinha do Professor Raimundo. Só aparecia nos episódios de sexta-feira.
- Assis - Um personagem atrapalhado que na maioria das vezes aparecia como assistente para o mágico Tio Sésamo, mas também como um ventríloquo que manipulava os bonecos Petráki e Vô Neco.
- Professora Rafaela Sessenta - A professora de libras de Patati, Patatá, Tony e Manutenção. Está sempre acompanhada de seu assistente Dinho e ensina aos telespectadores aulas de libras. Só aparece nos episódios de quarta-feira.
- Dinho - O assistente mudo da Professora Rafaela que sempre a auxilia em suas aulas de libras.
- Banda - Uma banda de bonecos músicos que vivem contando piadas e falando das datas de cada dia que passa. Eles são o Maestro Arquibaldo (nos teclados), Diacordo (no saxofone), Leguelé (na guitarra) e Ziguilin (nos tambores).
- Marivalda - Uma boneca de voz desafinada e óculos enormes leitora das cartinhas dos telespectadores do programa.
- Azedo Azedume - Um vilão que quer acabar com a Vila Patati Patatá. Apareceu apenas nos últimos meses que Patati Patatá apresentaram o programa após uma reformulação em 2013.